# Stenocereus queretaroensis

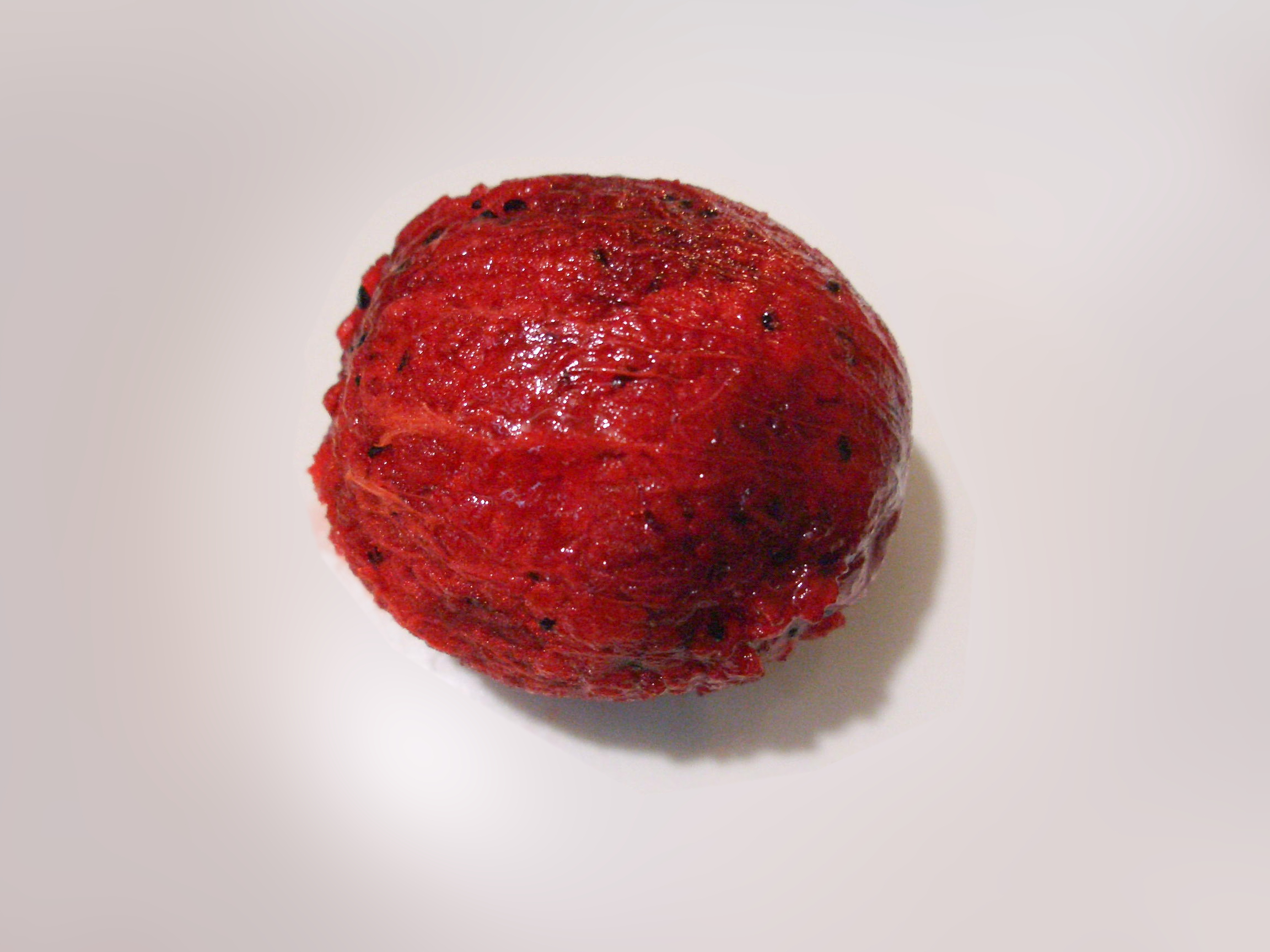
Fruto de Stenocereus queretaroensis.

Stenocereus queretaroensis es el nombre científico de una cactácea conocida popularmente como pitaya o yagüarey. Es una planta de apariencia arbórea y de tallos columnares. Es muy común en las zonas semiáridas del centro y norte de México. Su fruto es llamado pitaya, nombre similar que los frutos de las especies del género Hylocereus llamados pitahaya, son de consumo habitual en el centro y norte del país, aunque los pitayos no son cultivados de modo intensivo, puesto que su crecimiento sumamente lento reduce los posibles beneficios económicos de esta planta. 

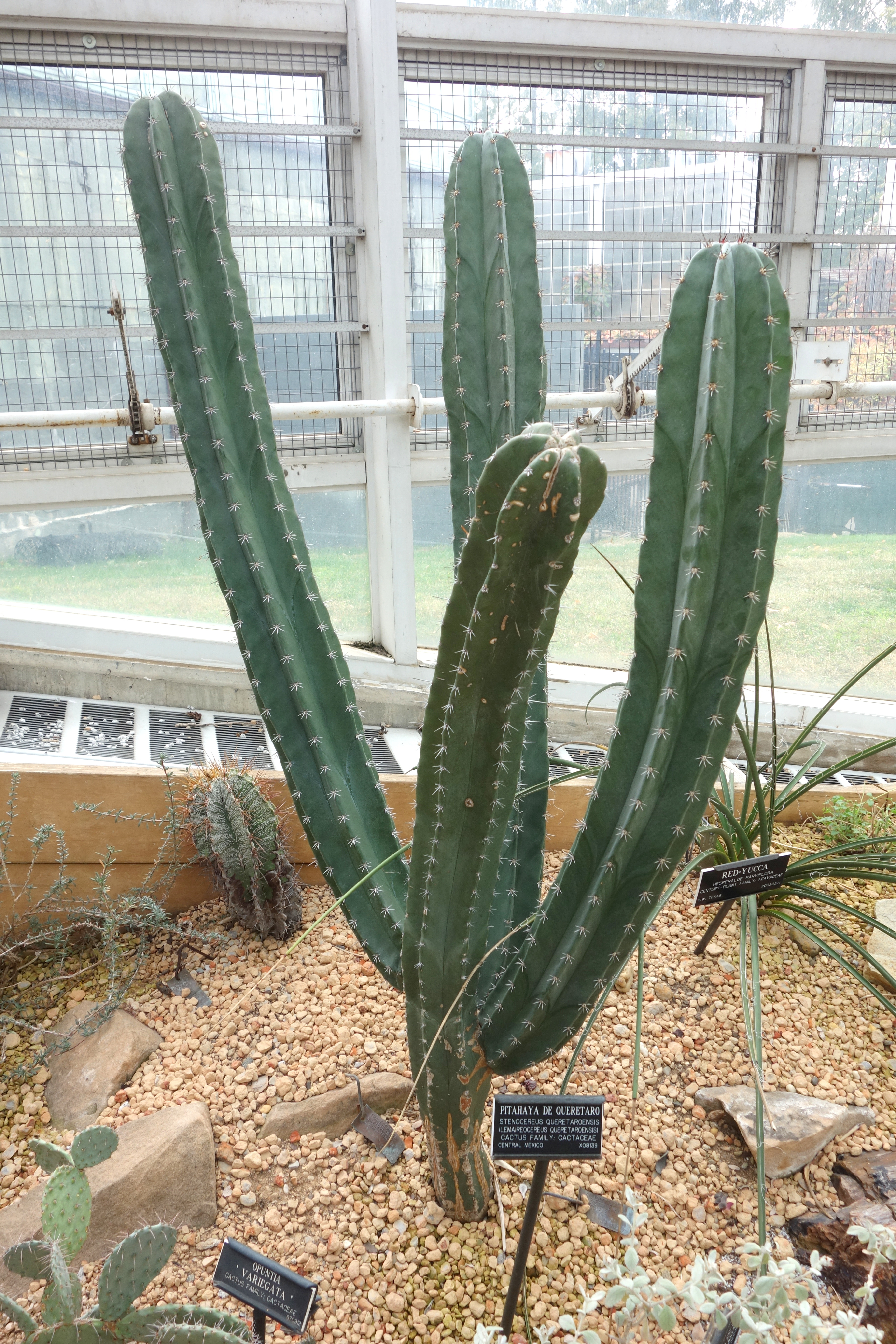
Vista de la planta

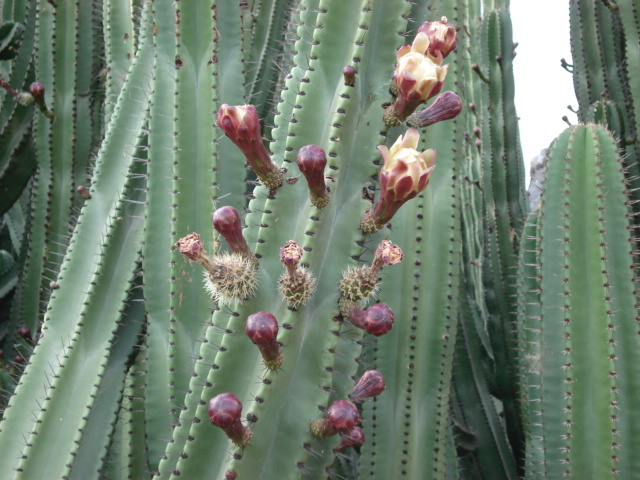
Detalle

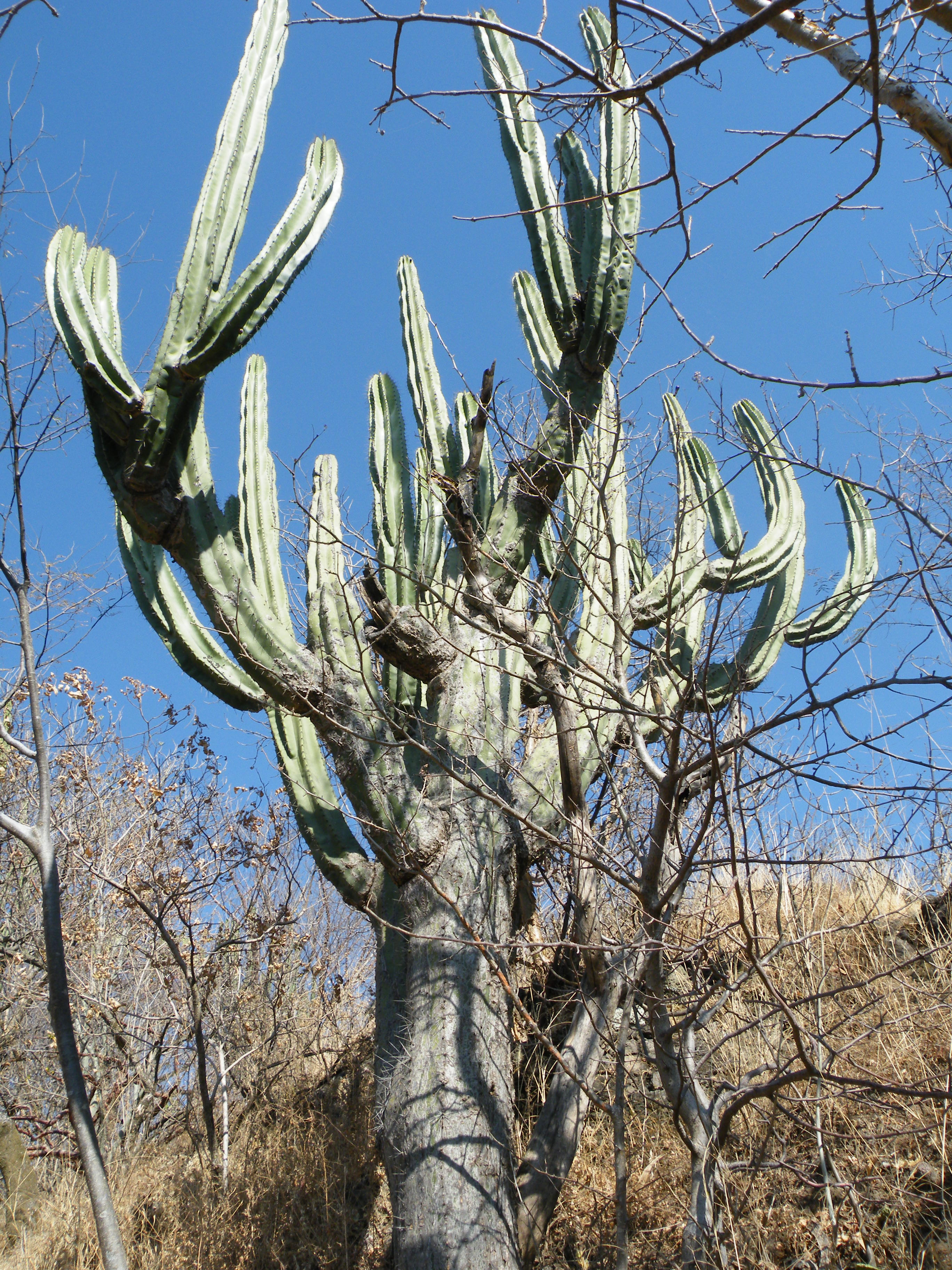
En su hábitat

Es una planta originaria de México utilizada desde la época prehispánica en la medicina folklórica o popular y en los años recientes, como materia prima en el mercado mundial de hidrocoloides alimenticios.

## El fruto y su aprovechamiento
Aunque la planta completa es comestible, la parte de mayor importancia alimenticia de esta especie es el fruto. El pitayo florece en primavera, y al final de esta estación, sus frutos están maduros. Dependiendo de las variedades de la cactácea, la pulpa adquiere tonalidades que van del rojo carmín encendido hasta el blanco, pasando por el amarillo y el naranja. La pulpa contiene numerosas semillas de color negro, de dureza regular. 
En la América septentrional, el pitayo fue aprovechado desde la época precolombina. En Mesoamérica, la Región Mixteca, Zacatecas y el Bajío  tenían entre su repertorio de cultivos al pitayo. Por otra parte, en los climas más secos y cálidos del norte, las pitayas fueron aprovechadas tanto por los pueblos de Oasisamérica como por los aridoamericanos. Algunos de estos pueblos obtenían harina de la pitaya y aprovechaban incluso las semillas
En la actualidad, la pitaya es un fruto de precio relativamente alto, incluso en las zonas productoras. Esto se debe al corto periodo de producción de frutos (abril y mayo) y a la rápida maduración de los mismos por la ruptura natural de la cáscara. Otro factor que influye es que el cacto tarda demasiado tiempo en crecer lo que le hace poco rentable. El fruto se consume fresco o en postres. Por otra parte, se ha descubierto que tanto S. queretaroensis como otras especies del género Stenocereus contienen importantes cantidades de betalaínas, que las colocan como potenciales fuentes de pigmentos naturales que sustituyan a los productos sintéticos en la industria alimenticia.

## Taxonomía
Stenocereus queretaroensis fue descrita por (F.A.C.Weber) Buxb. y publicado en Botanische Studien 12: 101. 1961.
Etimología
Stenocereus: nombre genérico que deriva de las palabras griegas:
"στενός" (stenos) para "apretado, estrecho" y se refiere a las costillas relativamente estrechos de las plantas y cereus para "cirio, vela".
queretaroensis: epíteto geográfico que alude a su localización en Querétaro.
Sinonimia
- Cereus quertaroensis
- Pachycereus queretaroensis
- Lemaireocereus queretaroensis
- Ritterocereus queretaroensis
- Rathbunia queretaroensis[2]